# Commiphora steynii
Commiphora steynii är en tvåhjärtbladig växtart som beskrevs av Wessel Swanepoel. Commiphora steynii ingår i släktet Commiphora och familjen Burseraceae. Inga underarter finns listade i Catalogue of Life.